# Dekret über Grund und Boden

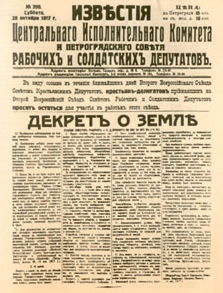
Abdruck des Dekretes in der Zeitung Iswestija

Das Dekret über Grund und Boden bzw. Dekret über den Boden (russ. Декрет о земле (Dekret o semlje)) war nach dem Dekret über den Frieden das zweite Dekret der selbsternannten neuen Arbeiter- und Bauernregierung, die durch die Oktoberrevolution vom 24./25. Oktober 1917 geschaffen wurde. Es war von Wladimir Iljitsch Lenin ausgearbeitet worden und wurde auf der Sitzung des Allrussländischen Rätekongresses der Arbeiter-, Soldaten und Bauerndeputierten am 26. Oktoberjul. / 8. November 1917greg. einstimmig angenommen und am selben Tage in der Zeitung Iswestija veröffentlicht.
Dieses Dekret zählt, neben dem Dekret über den Frieden und dem Dekret über die Rechte der Völker Russlands, zu den drei sogenannten Umsturzdekreten, mit deren Hilfe die neue bolschewistische Führung Russlands möglichst rasch einen breiten Rückhalt in der Bevölkerung gewinnen wollte.
Das Dekret über Grund und Boden gründete auf den Forderungen der Bauern, welche sich bereits im August zu Sowjets und Landkomitees zusammengeschlossen hatten. Das Land wurde zum „Allgemeingut aller die darauf arbeiten“ erklärt. Es stellte die rechtliche Grundlage für die entschädigungslose Konfiszierung der Ländereien der Gutsherren, Kirchen und Staatsdomänen inklusive lebendem und materiellem Inventar dar – de facto die Nationalisierung des Landes (150 Mio. Hektar). Der Privatbesitz an Fabriken und Unternehmen blieb zunächst (bis Mitte 1918) bestehen, deren Funktion wurde jedoch von den Arbeitersowjets kontrolliert. Jeder Bürger, der vorhatte, Land zu bearbeiten, erhielt ein Nutzungsrecht.